# Morti nel 1985/Aprile
| Questa pagina contiene informazioni ricavate automaticamente dalle voci biografiche con l'ausilio del template Bio e di un bot. L'aggiornamento è periodico e automatico e ricostruisce completamente la pagina. Se manca una persona in questa lista, sei pregato di non aggiungerla, ma accertati piuttosto che la sua voce biografica contenga il template Bio e che i dati anagrafici siano correttamente compilati. Se il template Bio manca, inseriscilo tu stesso o, in alternativa, metti l'avviso {{tmp\|Bio}} che ne segnala la mancanza. Se i dati riportati sono sbagliati, correggi direttamente la voce biografica; le modifiche saranno visibili in questa lista entro pochi giorni. Per chiarimenti vedi il progetto biografie. La lista contiene solo le 91 persone che sono citate nell'enciclopedia e per le quali è stato implementato correttamente il template Bio. Pagina aggiornata al 3 mar 2024. |

- 1º aprile - Gregorio Sciltian, pittore, costumista e illustratore russo (n. 1900)
- 2 aprile - Doris Fitton, attrice e regista teatrale australiana (n. 1897)
- 2 aprile - Barbara Rizzo,  italiana (n. 1955)
- 2 aprile - William Stevenson, avvocato, ambasciatore e velocista statunitense (n. 1900)
- 3 aprile - Luciano Miori, latinista, grecista e traduttore italiano (n. 1901)
- 3 aprile - Helmut Niedermayr, pilota automobilistico tedesco (n. 1915)
- 3 aprile - Oreco, calciatore brasiliano (n. 1932)
- 3 aprile - Alfredo Parente, storico e critico musicale italiano (n. 1905)
- 4 aprile - Dinara Asanova, regista sovietica (n. 1942)
- 4 aprile - Raffaele Bensi, presbitero italiano (n. 1896)
- 4 aprile - Bruno Bonfioli, alpinista, patriota e ingegnere italiano (n. 1889)
- 4 aprile - Kate Roberts, scrittrice e attivista gallese (n. 1891)
- 4 aprile - Adolfo Rollo, scultore italiano (n. 1898)
- 4 aprile - Hannes Sirola, ginnasta finlandese (n. 1890)
- 5 aprile - Nicola Restaino, magistrato italiano (n. 1907)
- 6 aprile - Gene Davis, pittore statunitense (n. 1920)
- 6 aprile - Beppe Salvia, poeta italiano (n. 1954)
- 6 aprile - Terence Sanders, canottiere britannico (n. 1901)
- 7 aprile - René Portocarrero, pittore cubano (n. 1912)
- 7 aprile - Carl Schmitt, giurista tedesco (n. 1888)
- 8 aprile - Francesco Alunni Pierucci, sindacalista, partigiano e politico italiano (n. 1902)
- 8 aprile - J. Fred Coots, compositore statunitense (n. 1897)
- 8 aprile - Eugen König, generale tedesco (n. 1896)
- 9 aprile - Sana' Mehaydli, attivista libanese (n. 1968)
- 9 aprile - Antonino Papalia, politico italiano (n. 1924)
- 9 aprile - Ernie Taylor, allenatore di calcio e calciatore inglese (n. 1925)
- 10 aprile - Cora Coralina, poetessa e scrittrice brasiliana (n. 1889)
- 10 aprile - Alfredo Duhalde Vásquez, politico cileno (n. 1898)
- 10 aprile - Andrea Guglielminetti, avvocato e politico italiano (n. 1901)
- 10 aprile - Rodolfo Kubik, musicista e antifascista italiano (n. 1901)
- 10 aprile - Teodoro Pellegrino,  italiano (n. 1908)
- 10 aprile - Eusebio Sempere, scultore e pittore spagnolo (n. 1923)
- 11 aprile - Bunny Ahearne, dirigente sportivo irlandese (n. 1900)
- 11 aprile - Bruno Chiavacci, calciatore italiano (n. 1915)
- 11 aprile - André De Dienes, fotografo ungherese (n. 1913)
- 11 aprile - Enver Hoxha, rivoluzionario, politico e militare albanese (n. 1908)
- 11 aprile - Vilho Setälä, giornalista, fotografo e scienziato finlandese (n. 1892)
- 11 aprile - Fred Uhlman, scrittore, avvocato e pittore tedesco (n. 1901)
- 12 aprile - Édouard Baumann, calciatore francese (n. 1895)
- 12 aprile - Seiji Miyaguchi, attore giapponese (n. 1913)
- 12 aprile - Floyd Theard, cestista e allenatore di pallacanestro statunitense (n. 1944)
- 15 aprile - Zərifə Əliyeva, oculista sovietica (n. 1923)
- 15 aprile - Jack Medica, nuotatore statunitense (n. 1914)
- 15 aprile - Antonio Moretti, allenatore di calcio e calciatore italiano (n. 1902)
- 15 aprile - Alfonso Principato, carabiniere italiano (n. 1945)
- 15 aprile - Giuseppe Romanato, politico italiano (n. 1916)
- 15 aprile - Marc-Gilbert Sauvajon, regista, sceneggiatore e drammaturgo francese (n. 1909)
- 15 aprile - Giuseppe Vastapane, imprenditore italiano (n. 1901)
- 16 aprile - Osvaldo Borsani, architetto, designer e imprenditore italiano (n. 1911)
- 16 aprile - Scott Brady, attore statunitense (n. 1924)
- 16 aprile - Raffaele Cutolo, drammaturgo e paroliere italiano (n. 1910)
- 17 aprile - Basil Bunting, poeta britannico (n. 1900)
- 17 aprile - Ferdinando Fulgenzio Pasini, vescovo cattolico e missionario italiano (n. 1897)
- 19 aprile - Jean Auréal, pilota motociclistico francese (n. 1941)
- 19 aprile - Pavel Ivanovič Batov, generale e politico sovietico (n. 1897)
- 19 aprile - André Rollet, calciatore francese (n. 1905)
- 20 aprile - Michel Bernheim, regista e direttore della fotografia francese (n. 1908)
- 20 aprile - Mimmo Dei, imprenditore italiano (n. 1909)
- 20 aprile - Rudolf Gnägi, politico svizzero (n. 1917)
- 20 aprile - Anton Løkkeberg, calciatore norvegese (n. 1927)
- 21 aprile - Vincenzo Ciseri, calciatore svizzero (n. 1912)
- 21 aprile - Rudi Gernreich, stilista austriaco (n. 1922)
- 21 aprile - Jaroslav Košnar, calciatore cecoslovacco (n. 1930)
- 21 aprile - Emma Marpillero, artista italiana (n. 1896)
- 21 aprile - Irving Mills, produttore discografico statunitense (n. 1894)
- 21 aprile - Tancredo Neves, politico brasiliano (n. 1910)
- 21 aprile - Paul Pascon, sociologo marocchino (n. 1932)
- 21 aprile - John Welsh, attore irlandese (n. 1914)
- 22 aprile - Paul Hugh Emmett, chimico statunitense (n. 1900)
- 22 aprile - José de Lima Siqueira, compositore e direttore d'orchestra brasiliano (n. 1907)
- 23 aprile - Sarah T. Hughes, avvocato e politica statunitense (n. 1896)
- 23 aprile - Joseph Robbone, compositore e produttore teatrale italiano (n. 1916)
- 23 aprile - Kent Smith, attore statunitense (n. 1907)
- 24 aprile - Angela Daneu Lattanzi, bibliotecaria e pittrice italiana (n. 1901)
- 24 aprile - Sergej Iosifovič Jutkevič, regista e sceneggiatore sovietico (n. 1904)
- 25 aprile - Ioan Dragomir, vescovo cattolico rumeno (n. 1905)
- 25 aprile - Agnes Flanagan, truccatrice, parrucchiera e attrice statunitense (n. 1902)
- 25 aprile - Gilberto Gilioli, scrittore e antifascista italiano (n. 1902)
- 25 aprile - Richard Haydn, attore e regista britannico (n. 1905)
- 26 aprile - Albert Maltz, scrittore e drammaturgo statunitense (n. 1908)
- 27 aprile - Wilhelm Abel, insegnante tedesco (n. 1904)
- 27 aprile - Roberto Olivetti, dirigente d'azienda italiano (n. 1928)
- 27 aprile - Angelo Rozzoni, giornalista italiano (n. 1911)
- 28 aprile - Paul Rosenstein-Rodan, economista polacco (n. 1902)
- 29 aprile - Guerrino Lenarduzzi, medico e radiologo italiano (n. 1902)
- 30 aprile - Alberto Bragaglia, pittore italiano (n. 1896)
- 30 aprile - Aurelio Ferrando, politico e partigiano italiano (n. 1921)
- 30 aprile - Edgar Mountain, mezzofondista britannico (n. 1901)
- 30 aprile - Mike Sangster, tennista britannico (n. 1940)
- 30 aprile - Scot Symon, calciatore e allenatore di calcio scozzese (n. 1911)
- 30 aprile - Jules White, regista e produttore cinematografico statunitense (n. 1900)